# Imobilizér
Imobilizér je elektronické zařízení integrované v automobilu. Brání nastartování motoru, pokud by nebyl vložen správný klíč. Má znemožňovat krádež vozu.
V technickém popisu automobilů se dnes slovem „imobilizér“ rozumí elektronické zařízení. Existují však i mechanické imobilizéry, například botička, podobnou funkci mají různé druhy zámků volantu.

## Elektronický imobilizér
Starší modely imobilizérů využívaly statický (neměnný) kód uložený v čipu v klíči. Tento kód rozpoznává RFID čtečka umístěná v zámku a je porovnáván elektronickou řídící jednotkou automobilu (ECU). Pokud ECU nerozpozná správný kód, uzavře průtok paliva do motoru a tím zabrání nastartování. Novější imobilizéry používají proměnlivé kódy nebo jiné vyspělejší šifrovací metody pro to, aby zabránily možnému zkopírování kódu z klíče nebo z ECU.